# Аорист
Ао́рист (др.-греч. ἀ-όριστος — не имеющий (точных) границ, неопределённый, от ἀ- (ᾰ) — приставка со значением отсутствия, соответствует в русском «не-» или «без-» + ὁρίζω — устанавливаю границу) — временна́я форма глагола, обозначающая законченное (однократное, мгновенное, воспринимаемое как неделимое) действие, совершённое в прошлом.
Как отдельная форма глагола, свойственна ряду индоевропейских языков (греческому, древнеармянскому, санскриту, древнеиндийскому, старославянскому, болгарскому, македонскому, сербскохорватскому, древнерусскому, и др.) как грамматическое время или вид.
Например, аорист используется в библейской фразе οὐκ ἐπίστευσας τοῖς λόγοις μου (Лк. 1:20): «Не поверил моим словам». Аорист ἐπίστευσας (от глагола πιστεύω «верю») передан совершенным глаголом прошедшего времени поверил. Греческий аорист в данном случае образован с помощью аугме́нта (приращения) ἐ- и суффикса -σα-.
Аорист — наиболее употребительное прошедшее время в церковнославянском языке. Примеры использования: писа́хъ — «я написал(а)», облеко́стеся — «вы облеклись», где аорист переводится глаголом прошедшего времени совершенного вида, отвечающим на вопрос: «Что сделал (-а, -о, -и)?». Иногда церковнославянский аорист переводится на русский язык глаголом несовершенного вида, отвечающим на вопрос: «Что делал (-а, -о, -и)?» Это, в частности, бывает, когда он обозначает действие, хотя и законченное и мыслимое как единое целое, но повторяющееся. Например, в Первом псалме: «Блаженъ мужъ, иже не иде на совѣтъ нечестивыхъ и на пути грѣшныхъ не ста, и на сѣдалищи губителей не сѣде». В русском переводе: «Блажен муж, который на собрание нечестивых не ходил, и на пути грешных не стоял, и в обществе губителей не сидел». А в буквальном смысле: «ни разу не пошёл, и ни разу не стал, и ни разу не сел»..
Существует неопределённость в вопросе, является ли аорист временем или видом, что отражает двойную природу аориста в древнегреческом. В изъявительном наклонении аорист представлял собой смесь времени и вида: прошедшее время и совершенный вид. В других наклонениях (субъюнктиве — сослагательном, оптативе — желательном и императиве — повелительном) аорист обладает лишь видовым значением без указания на определённое время. Эта же система унаследована новогреческим языком. В болгарском же языке, в котором есть грамматическая категория вида (отдельная от времени), аорист (как и имперфект) представлен у глаголов обоих видов. Потому в болгарском он, вероятно, является временно́й формой с аспектуальными (т. е. относящимися к категории вида) характеристиками (которые уточняются аспектуальным значением вида глагола). Образование аориста от глаголов несовершенного вида также возможно в сербохорватском и македонском, но употребляются эти формы редко.
В праиндоевропейском аорист изначально обладал лишь значением вида, обозначая в этом случае недлительность или мгновенность действия безотносительно ко времени, но в позднем праиндоевропейском, как полагают, приобрёл также временно́е значение, как в греческом, поскольку та же система существует в санскрите.
Для некоторых языков (например, для самодийских) «аористом» называют также видовую форму, просто констатирующую действие и не дающую никаких указаний на протекание его во времени.
Санскритские представляют несколько форм:
1. несигматический, чистый корневой аорист, где три элемента: приращение, корень глагола и окончание, напр. а-da-m.
2. Аорист с суффиксальным звуком а, который ставится между корнем и окончанием, напр. a-sic-a-m.
3. Аорист с удвоением: a-ji-jan-am.
4. с характеристическим звуком s: a-vaut-s-am.
5. Аорист с характеристическим знаком is: a-pav-is-am.
6. Аорист с характеристическим знаком sis: а-ya-sis-am.
7. Аорист с характеристическим знаком sa: a-dik-sa-m
8. Аорист страдательный, от которого осталось только одно лицо с окончанием i, напр. a-kar-i.

Все эти аористы группируются в два отдела: сигматические и несигматические. Те же самые два отдела, но без отдельных видов, существуют в древнегреческом языке: сигматический, слабый, или первый, аорист: ἔ-λυ-σ-ᾰ, и несигматический, сильный или второй: ἔ-φυγ-ο-ν; первый греческий соответствует четвёртому санскритскому, а второй греческий — второму санскритскому.
Славянский язык сохранил оба типа, то есть сигматический и несигматический, но отличается от других языков главным образом тем, что в нём каждая глагольная основа может иметь оба рода аориста и что сигматического аориста есть два вида, которые, в свою очередь, тоже употребляются вместе от одной основы: таким образом, несигматический аорист, отвечающий второму санскритскому и такому же греческому, от корня вед, например, будет в первом лице вед-ъ: здесь недостаток приращения, которое вообще не сохранилось у славян, и окончание -ъ, происшедшее, по мнению младограмматиков, в особенности Бругмана, из первоначального окончания -on или -om; поэтому первообраз церковно-славянской формы звучал ved-o-m. Аорист этот, как и все другие времена церковнославянского языка, употребляется только в изъявительном наклонении и спрягается следующим образом:
| лицо | ед. ч. | дв. ч.   | мн. ч    |
| ---- | ------ | -------- | -------- |
| 1-е  | вед-ъ  | вед-о-вѣ | вед-о-мъ |
| 2-е  | вед-е  | вед-е-та | вед-е-те |
| 3-е  | вед-е  | вед-е-те | вед-ѫ    |

Аорист сигматический представляет два вида, которые существуют рядом в каждом глаголе: первый вид отвечает санскритскому четвёртому аористу a-vaut-s-am — церковно-слав.: вѣ-с-ъ вместо вѣд-с-ъ и спрягается следующим образом:
| лицо | ед. ч. | дв. ч.    | мн. ч     |
| ---- | ------ | --------- | --------- |
| 1-е  | вѣ-c-ъ | вѣ-c-о-вѣ | вѣ-c-о-мъ |
| 2-е  | —      | вѣ-c-та   | вѣ-c-те   |
| 3-е  | —      | вѣ-с-те   | вѣ-c-ѧ    |

Второй вид является инновацией праславянского языка либо соответствует пятому санскритскому:
| лицо | ед. ч.   | дв. ч.      | мн. ч       |
| ---- | -------- | ----------- | ----------- |
| 1-е  | вед-ох-ъ | вед-ох-о-вѣ | вед-ох-о-мъ |
| 2-е  | вед-е    | вед-ос-та   | вед-ос-те   |
| 3-е  | вед-е    | вед-ос-те   | вед-ош-ѧ    |

В русском языке, в особенности в грамотах уже XII века, формы аориста стали заменяться формами сложного прошедшего времени, поэтому неудивительно, что аорист вышел из употребления, по словам Соболевского, вскоре после XIV века. В древних чешских памятниках довольно часто встречаются аористические формы; в польском языке в памятниках древнейшей эпохи форма эта встречается только в ничтожных остатках; исключение составляют «Свентокшиские проповеди».